# Петерсдорф (Волдек)
Петерсдорф (њем. Petersdorf) општина је у њемачкој савезној држави Мекленбург-Западна Померанија. Једно је од 53 општинска средишта округа Мекленбург-Штрелиц. Према процјени из 2010. у општини је живјело 157 становника. Посједује регионалну шифру (AGS) 13055053.

## Географски и демографски подаци
Петерсдорф се налази у савезној држави Мекленбург-Западна Померанија у округу Мекленбург-Штрелиц. Општина се налази на надморској висини од 84 метра. Површина општине износи 7,8 km². У самом мјесту је, према процјени из 2010. године, живјело 157 становника. Просјечна густина становништва износи 20 становника/km².